# Nicodemus Tessin den yngre
Nicodemus Tessin d.y. (23. maj 1654, Nyköping, Sverige – 10. april 1728, Stockholm) var en svensk arkitekt, kendt for Stockholms Slot og for Gottorp Slot i Slesvig by. I 1714 blev han adlet greve. Nicodemus Tessin d.y. var en af barokkens store arkitekter i Sverige.

## Biografi
Nicodemus Tessin d.y. blev født i Nyköping som søn af Nicodemus Tessin d.æ. og Maria Persdotter Swahn og gik i den tyske skole i Stockholm, hvorefter han studerede til arkitekt hos faderen. Han viste tidligt evner og blev bemærket for et trykt hyldestdigt til Karl XI. I 1670 blev han indskrevet ved Uppsala universitet, hvor han studerede matematik, fransk og italiensk, og fra 1671 kom han under enkedronning Hedvig Eleonoras protektion, hvorfor han i 1673 kunne tage på studierejse til Italien. 
Han blev ledsaget af markis del Monte. De rejste via Tyskland til Verona og boede i Rom længere tid, hvor dronning Kristina arrangerede hans uddannelse. Derfor kunne han studere under Giovanni Lorenzo Bernini, Carlo Fontana og Giovanni Pietro Bellori. Som renæssancen krævede fik han undervisninng i antikkens æstetik især den romerske. Han kom tilbage til Sverige 1678 med en uforlignelig uddannelse, men blev alligevel sendt til  Ludvig XIV sammen med diplomaten Daniel Cronström. Fra Frankrig fik han impulser og vejledning af Charles Le Brun, André Le Nôtre og Jean Bérain. En kort tid opholdt han sig i England hos Karl II, hvor han kom i kontakt med Christopher Wren. Fra disse rejser er der bevaret flere tegninger.
1680 blev Tessin udnævnt til leder af Hedvig Eleonoras byggerier – og til kammerherre. 1687-88 begav han sig endnu en gang til Frankrig og Italien for at hente inspiration til Drottningholms interiør og stiftede bekendtskab med Burchard Precht. Han havde på det tidspunkt efterfulgt faderen som hof- og slotsarkitekt og blev tillige stadsarkitekt. Den stilling delte han med sin halvbroder Abraham Winandts. 21. juni 1697 blev han udnævnt til överintendent, dvs. leder af statens byggerier, 1701 til hofmarshal og 1705 til overmarskal (överstemarkalk). For sin indsats blev han tildelt "friherrelig og grevelig værdighed".
Med tiden tog administrationen overhånd. I 1705 blev han kansler ved Lunds Universitet og nu forlod han stillingen som stadsarkitekt. Karl XII udnævnte ham til kongelig rådgiver og medlem af Justitierevisionen i 1712. Han politiske karriere skaffede ham uvenner. Efter Karl XII's død sluttede han sig til det holsteinske parti og ville gå i alliance med Rusland, hvorfor han i 1726 faldt i unåde og blev afskediget af Frederik 1. (af Sverige). Han døde 1728 og blev begravet i stilhed.
Nicodemus Tessin d.y. var far til Carl Gustaf Tessin i sit første ægteskab med Hedvig Stenbock. Hedvig Stenbock døde 1714, og Tessin giftede sig i 1716 med Maria Barbro Horn af Marienborg.

## Værker
- slottet Tre Kronor, ombygning
- Gottorp Slot, Slesvig, Tyskland
- Stockholm Slot, dør dog inden slottet står klart.

Byggeriet afsluttes under Tessins assistent Carl Hårleman 1754.
- Södra rådhus, Stockholm
- Drottningholm Slot, interiøret.
- Steninge Slot, for greve Carl Gyllenstierna.
- Sturefors Slot, Linköping
- Fredrikskyrkan, Karlskrona
- Trefaldighetskyrkan, Karlskrona
- Ulrika Eleonora kyrka, Söderhamn